# Hästtjärnarna (Jokkmokks socken, Lappland, 736648-169605)
Hästtjärnarna är en sjö i Jokkmokks kommun i Lappland och ingår i Luleälvens huvudavrinningsområde.